# Aprilia (Italië)

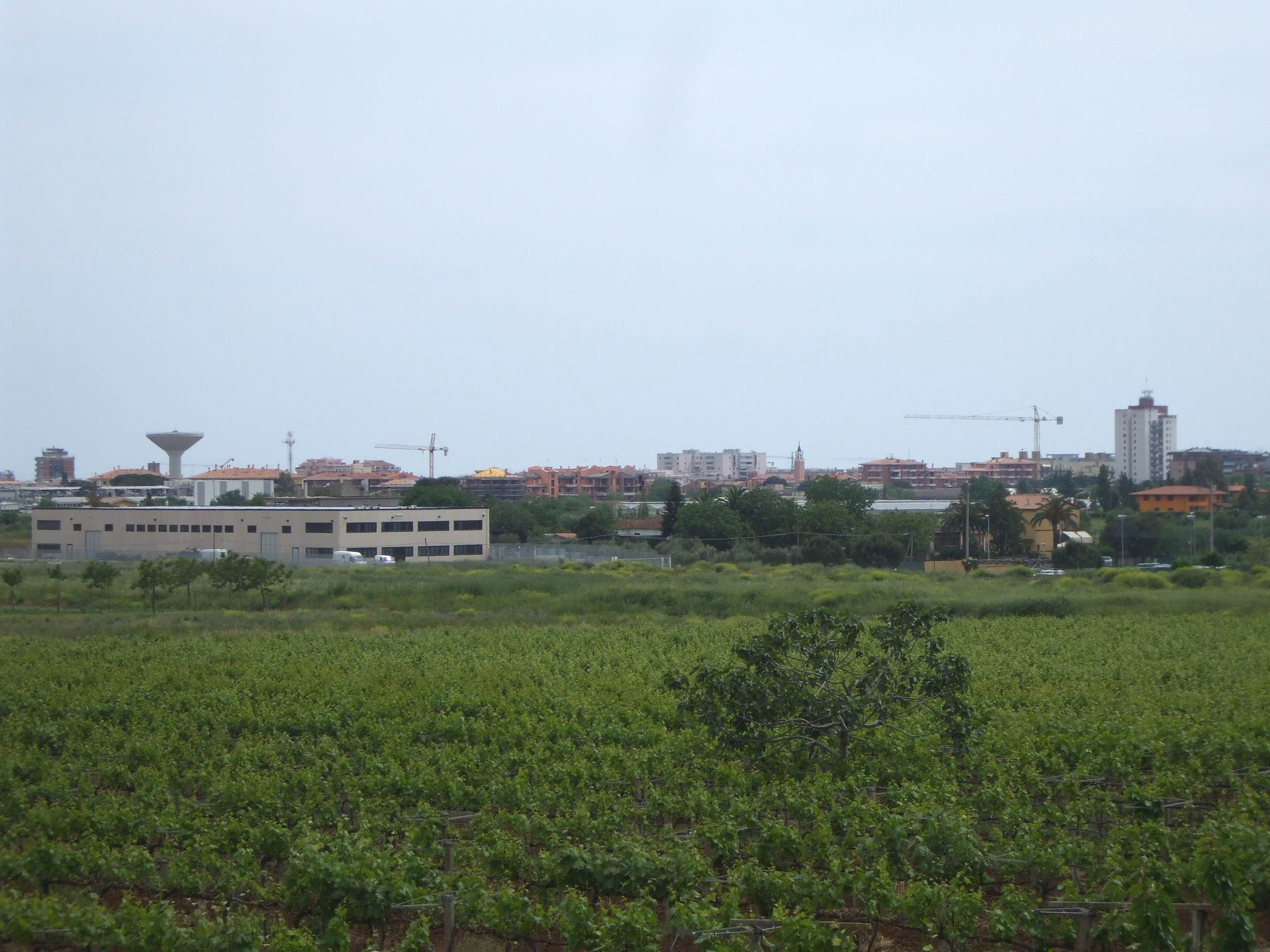
Aprilia

Aprilia is een gemeente in de Italiaanse provincie Latina (regio Latium) en telt 62.471 inwoners (31-12-2004). De oppervlakte bedraagt 177,7 km², de bevolkingsdichtheid is 319 inwoners per km².

## Geschiedenis
Aprilia werd in 1937 gesticht, in het kader van de drooglegging van de Pontijnse moerassen door de Italiaanse overheid.

## Demografie
Aprilia telt ongeveer 23978 huishoudens. Het aantal inwoners steeg in de periode 1991-2001 met 19,1% volgens cijfers uit de tienjaarlijkse volkstellingen van ISTAT.
| Jaar | Inwoneraantal |
| ---- | ------------- |
| 1991 | 47.037        |
| 2001 | 56.028        |

## Geografie
De gemeente ligt op ongeveer 80 m boven zeeniveau.
Aprilia grenst aan de volgende gemeenten: Anzio (RM), Ardea (RM), Ariccia (RM), Cisterna di Latina, Lanuvio (RM), Latina, Nettuno (RM), Velletri (RM).